# Тепляковский сельсовет
Тепляковский сельсовет  — муниципальное образование в Бураевском районе Башкортостана.

## Население
| 2002 | 2009  | 2010 | 2012 | 2013 | 2014 | 2015 |
| ---- | ----- | ---- | ---- | ---- | ---- | ---- |
| 1078 | ↘1007 | ↘727 | ↘684 | ↘668 | ↘633 | ↘606 |
| 2016 | 2017  |      |      |      |      |      |
| ↘545 | ↘509  |      |      |      |      |      |

## Состав сельского поселения
| № | Населённый пункт | Тип населённого пункта | Население |
| - | ---------------- | ---------------------- | --------- |
| 1 | Тепляки          | село, село             | ↘269      |
| 2 | Байшады          | деревня                | ↘135      |
| 3 | Арняшево         | деревня                | ↘102      |
| 4 | Асавтамак        | деревня                | ↘100      |
| 5 | Ардашево         | деревня                | ↘55       |
| 6 | Сарсаз           | деревня                | ↗46       |
| 7 | Тазтуба          | деревня                | ↘12       |
| 8 | Кам-Ключ         | деревня                | ↘4        |
| 9 | Николаевка       | деревня                | ↘4        |

### Упразднённые населённые пункты
Александровка — упразднена 20 июля 2005